# Ana Baschwitz
Ana Baschwitz y Gómez de las Bárcenas (Madrid, 1960-19 de abril de 2022) fue una periodista, comunicadora, profesora y empresaria española. A lo largo de su vida tuvo diversos cargos ejecutivos en empresas, asociaciones y fundaciones, desarrollando una amplia actividad solidaria. Fue fundadora y presidenta de la Asociación Víctimas del Covid-19. En 2023 y en su memoria se instituyeron los Premios Ana Baschwitz de Comunicación. 

## Formación y carrera profesional
Baschwitz era licenciada en Publicidad y Relaciones Públicas (1982) y doctora en Ciencias de la Información (1997) por la Universidad Complutense de Madrid. Su tesis doctoral “Las Relaciones Públicas integrales como concepto aglutinador de las herramientas en una concepción moderna de la comunicación social”, fue dirigida por Jaime Urzaiz.
Fue profesora en la Facultad de Ciencias de la Comunicación de la Universidad Complutense durante siete años y también impartió docencia en el Instituto Europeo de Protocolo de la Universidad Camilo José Cela.
En 1980 comenzó su carrera profesional en Urzaiz Comunicación. En 2003 se refundó esta agencia con el nombre de AB Public Relations y bajo la presidencia de Ana Baschwitz.En 2016, junto a Luis Matamoros, y dentro del grupo AB, creó la compañía Stil Kommunikation. También fue presidenta y  fundadora de Teleprof, y de  Acadomia, y secretaria general de la Asociación madrileña de periodistas de turismo.
En el mundo de la comunicación abarcó diversas facetas: fue presentadora en varios programas de television, entre ellos D Origen, en Telemadrid, donde conducía el espacio “La Cocina de AmaW”.  Aficionada a la gastronomía y amante de los viajes,  fue autora de varios libros de recetas y de viajes.
Fue directora de la Fundación AICAD e impartía clases online gratuitas de castellano para refugiados ucranianos a través de un aula virtual. Durante el periodo de confinamiento de la pandemia Covid-19 y ante la muerte de un familiar, fundó la Asociación Víctimas del Covid-19.

## Premios Ana Baschwitz de Comunicación
Tras su fallecimiento, en 2023 se instituyeron estos premios que reconocen la labor de los profesionales del sector de la comunicación, agencias, medios de comunicación y periodistas con tres categorías: mejor profesional de la comunicación, mejor medio de comunicación y mejor agencia de comunicación.
En la primera convocatoria (2023), el premio a mejor medio de comunicación fue concedido a La Hoja del Lunes de la Asociación de Periodistas de Alicante. Moisés Rodríguez, de TVE, recibió el premio a mejor profesional y la consultora PROA Comunicación, el de mejor agencia.

## Publicaciones

#### Como autora
- Ensaladas templadas y ensaladas firmadas (Editorial Arnao, 1988), reedición en 2010 (Editorial Sepha)
- Hechizos mágicos de América y Los Secretos de los Famosos (Editorial Grupo Libro 88, 1991)
- 102 Pasteles Salados (Alianza Editorial, 2009)

#### Como prologuista
- Clemente Ferrer Roselló ¿Quién elige la mejor Publicidad? (Editorial Dossat 1991)
- Clemente Ferrer Roselló  El Anunciante al habla (Editorial Dossat, 1992).

## Enlaces relacionados
- Premios Ana Baschwitz de Comunicación.

- Datos: Q124850311